# برابر داس
برابر داس (20 ديسمبر 1993 في الهند - ) هو لاعب كرة قدم هندي في مركزي الظهير والدفاع. شارك مع منتخب الهند تحت 20 سنة لكرة القدم ومنتخب الهند تحت 23 سنة لكرة القدم. أما مع النوادي، فقد لعب مع نادي دلهي ديناموس ونادي ديمبو ونادي موهون باغان ونادي جوا وIndian Arrows ‏.

## وصلات خارجية
- برابر داس على موقع قاعدة بيانات كرة القدم.إي يو (الإنجليزية)
- برابر داس على موقع Soccerway.com (الإنجليزية)